# Rytigynia monantha
Rytigynia monantha är en måreväxtart som först beskrevs av Karl Moritz Schumann, och fick sitt nu gällande namn av Robyns. Rytigynia monantha ingår i släktet Rytigynia och familjen måreväxter.

## Underarter
Arten delas in i följande underarter:
- R. m. lusakati
- R. m. monantha